# Metapontino

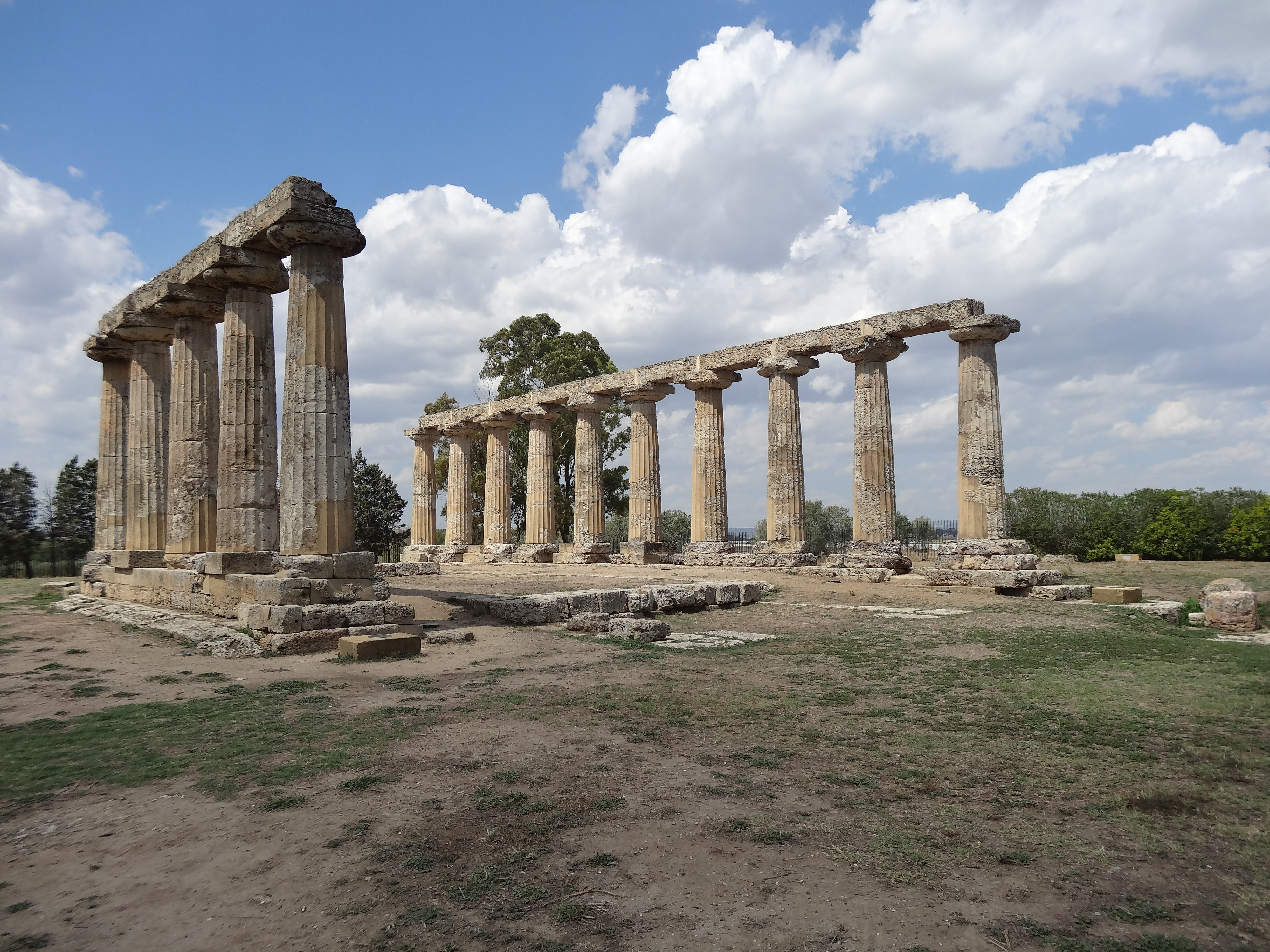
Templo de Hera en Metaponto

El Metapontino es el territorio que da al mar Jónico y se extiende por alrededor de 800 km² en la provincia de Matera en la región de Basilicata y no sólo, comprendiendo toda la Piana di Metaponto, esto es, la parte de llanura, y el área de colinas a espaldas de esta. Tiene una población de 83.000 habitantes.
Los municipios que se encuentran en el territorio del Metapontino son Bernalda, Pisticci, Scanzano Jonico, Montalbano Jonico, Policoro, Tursi, Nova Siri, Rotondella, Valsinni, Colobraro, San Giorgio Lucano y municipios limítrofes como Rocca Imperiale y Ginosa.

## Historia
La llanura toma el nombre de la antigua ciudad griega de Metaponto, situada en el extremo oriental de la llanura. Además el término "metapontino" indica la región histórica en la que se desarrolló floreciente la civilización de la Magna Grecia, de hecho está diseminada de áreas arqueológicas entre las que se encuentran las antiguas ciudades de Metaponto, Heraclea de Lucania y Siris y el yacimiento arqueológico de la Incoronata de Pisticci. Igualmente numerosos son los testimonios históricos medievales, consistentes en los centros históricos de los burgos y los castillos y santuarios sobre las colinas.

## Geografía
La llanura metapontina está atravesada por los ríos Bradano, Basento, Cavone, Agri y Sinni y queda frente a la costa jónica lucana. Importante es el vasto pinar que queda a espaldas de la playa, sobre todo el Bosco Pantano de Policoro, oasis del WWF.

### Clima
El clima es de tipo mediterráneo, con veranos cálidos y secos e inviernos suaves y lluviosos. Las precipitaciones no son uniformes y se concentran por lo general en la estación invernal, pero son muy escasas: tienen una media anual de 500 mm. Las temperaturas invernales en la llanura se encuentran entre los 3 °C y 12 °C, las veraniegas entre 19 °C y 32 °C, con picos a menudo superiores a los 37 °C en julio y agosto. En las colinas adyacentes el cálido verano es más acentuado, mientras el invierno tiene temperaturas medias más bajas.

## Economía
El metapontino es la zona más rica de la región y la más densamente poblada y está denominada la California d'Italia por sus cultivos intensivos orto-frutícolas de todo tipo, cuyos productos son exportados casi en su totalidad. En particolar el Metapontino es famoso por las fresas. En la zona están comprendidas también las áreas industriales del Val Basento y de Policoro. El turismo estámuy marcado en los meses de verano donde sobre toda la costa jónica (cerca de 40 km) se cuentan en torno a 500.000 presencias.
Durante los años sesenta y setenta se verificó un consistente fenómeno de inmigración en el Metapontino de las áreas montañosas e internas de la Basilicata y en particular de la provincia de Potenza. 

### Infraestructuras
La llanura está atravesada longitudinalmente por la Carretera Estatal 106 Jónica y de la línea de tren, en el campo de Pisticci hay una pista de terrizaje Mattei, sobre la que han comenzado los trabajos para la potenciación del aeropuerto de tercer nivel.